# Hoplodrina implacata
Hoplodrina implacata là một loài bướm đêm trong họ Noctuidae.